# Knorpelwerk

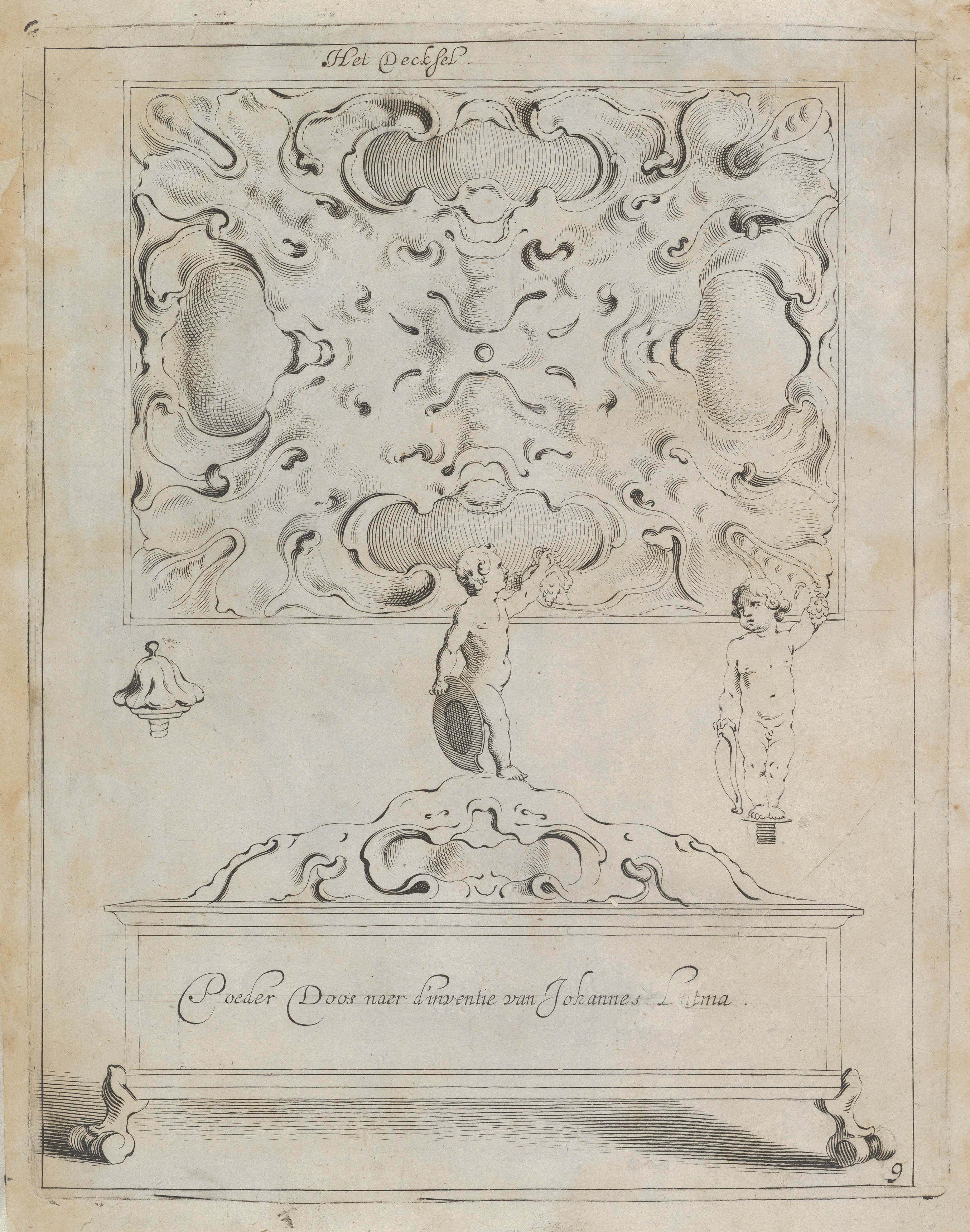
Niederländischer Ornamentstich um 1652

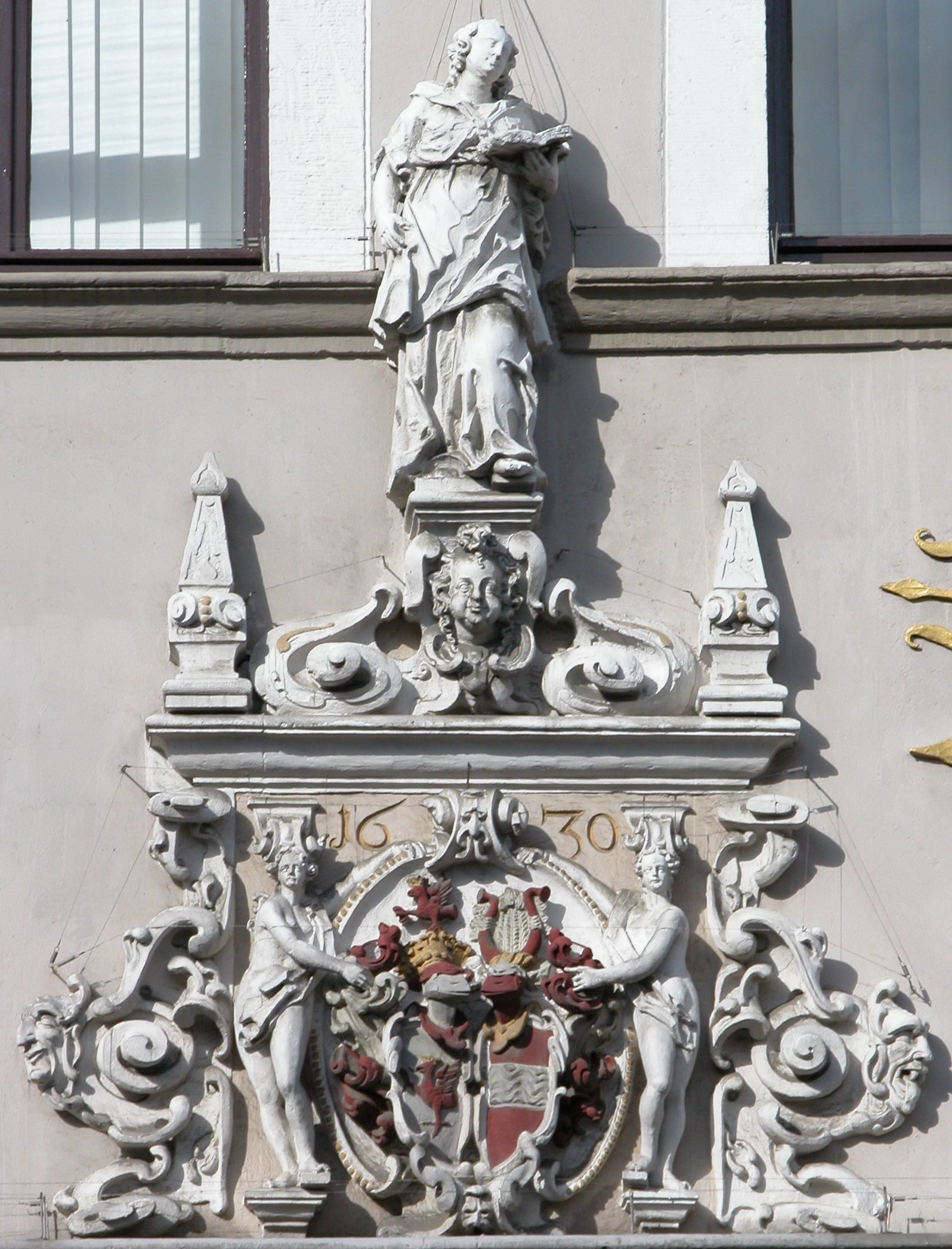
Portaldetail des Achtermannschen Hauses in Braunschweig, gegen 1630

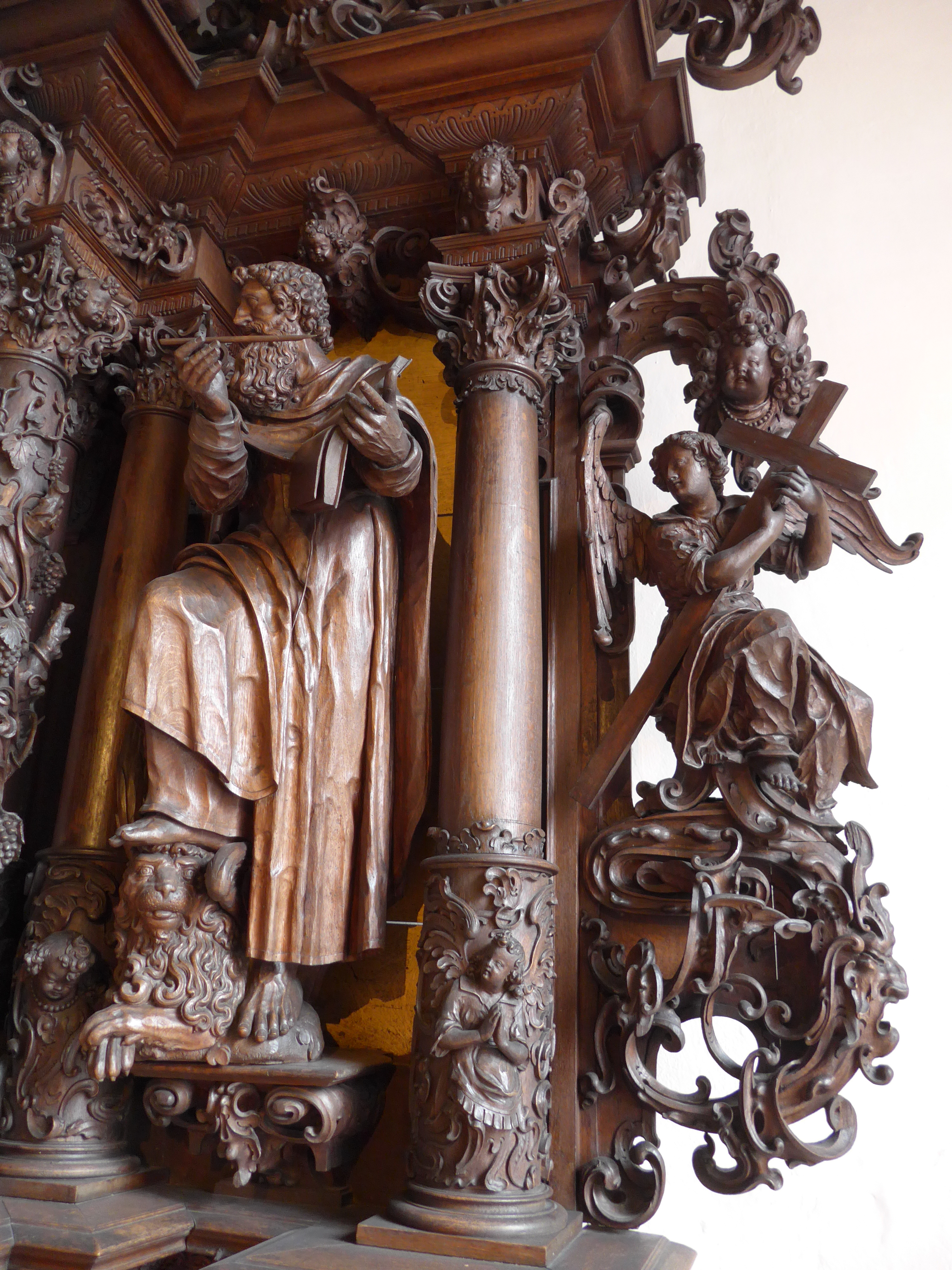
Detail vom Gudewerth-Retabel in St. Nikolai, Eckernförde, um 1640

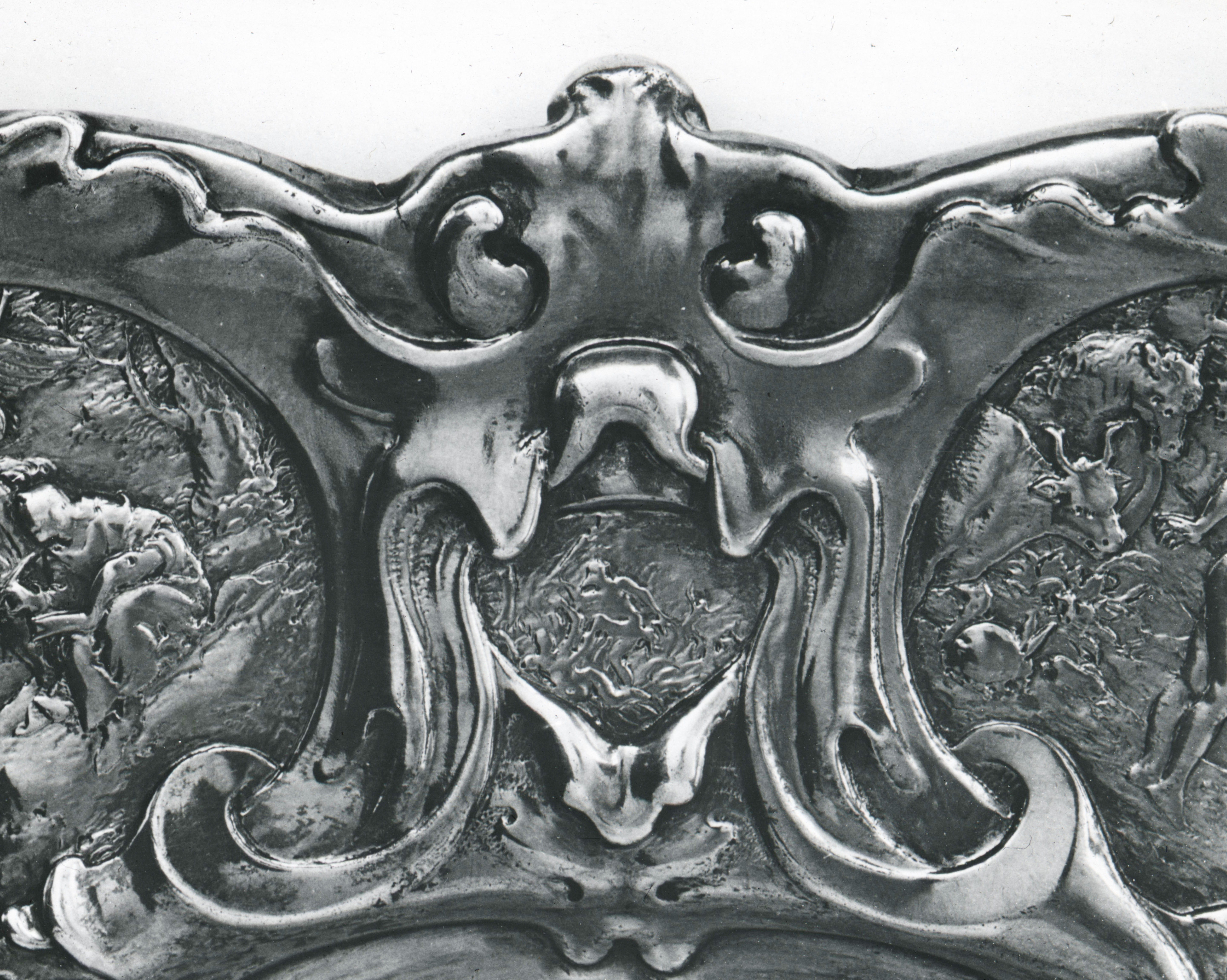
Detail einer Silberarbeit von Johannes Lutma, 1653. Hallwylska museet, Stockholm.

Als Knorpelwerk (Knorpelbarock, Ohrmuschelwerk; englisch auricular style, französisch style cartilage; Teigwerk oder Kwab-Ornament, von niederländisch kwab, „Qualle“) wird eine Dekoration aus knorpelähnlichen Elementen, hauptsächlich der deutschen Renaissance im späten 16. und im 17. Jahrhundert bezeichnet, manchmal von naturalistischen Formen (Fratzen) durchsetzt.

## Begriffe,  Beschreibung und Geschichte
Die genannten Begriffe Knorpelwerk, Knorpelbarock und Ohrmuschelwerk sind untereinander nicht immer eindeutig abgrenzbar und werden vielfach synonym gebraucht.  Georg Dehio, der den Begriff des Ohrmuschelstils prägte,  vergleicht die Ornamente mit Gekröse.
Alle diese Ornamente sind ungeometrisch, weisen aber dennoch, abgesehen von Andeutungen grotesker Masken mit ihren knolligen Nasen, Augenwülsten und zierreichen Bärten, bei aller „organischer“ Formgebung wenig Naturnähe auf. Als zeitparallele Variante kann das Schweifwerk angesehen werden, das weniger schwer und teigig, sondern leicht und gitterartig ausgeformt wird.
Dieser Ornamentstil entwickelte sich aus dem Rollwerk heraus, Vorläufer hat man in der Formerweichung italienischer Kartuschenrahmen um 1590 ausgemacht, die dort aber wenig nachhaltige Wirkung zeigten. Auch von Cornelis Floris II. gibt es einzelne Ornamentstichblätter mit Frühformen dieses Stils.
Nördlich der Alpen, hauptsächlich in Deutschland und den Niederlanden, in Skandinavien und dem Baltikum blieb der Stil über ein halbes Jahrhundert lang beherrschend und spielte auch in Frankreich eine gewisse Rolle. In den Niederlanden verwandten einige wenige Silberschmiede (z. B. Adam und Paulus van Vianen) diese Manier, indem sie ganze Gefäße in jener amorphen Weise modellierten; auch am plastischen Schnitzwerk von Möbeln und Rahmen und den graphischen Kartuschen in Kupferstichen waren die Ohrmuschel- und Kwab-Ornamente beliebt.
Eine wichtige Rolle für die Verbreitung der hier behandelten Ornamentformen spielten die Ornamentstiche und Musterbücher deutscher Kupferstecher. Wendel Dietterlins Architectura von 1598 geht noch vom herkömmlichen  Roll- und Beschlagwerk aus, Lucas Kilians ABC-Büchlein zeigt die Herkunft vom eleganteren Schweifwerk, Christoph Jamnitzer gab in Nürnberg 1610 ein Neuw Grottesken Buch heraus und arbeitete auch selbst als Goldschmied in diesem Stil.
Ab der Mitte des 17. Jahrhunderts ist der reine Akanthus wieder auf dem Vormarsch und wird um 1670 zum Leitornament.